# کلیسای جامع تری‌یر

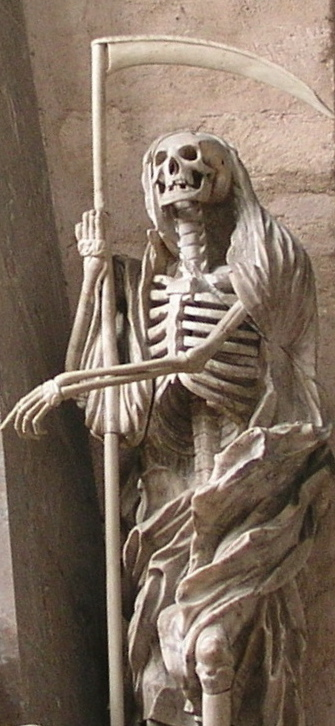
مجسمه یک دروگر مرگ در کلیسای جامع

کلیسای جامع سنت پیتر یا کلیسای جامع تری‌یر آلمانی: Trierer Dom یک کلیسای جامع در تری‌یر، راینلاند-فالتز، آلمان است که قدیمی‌ترین کلیسای جامع کشور آلمان به شمار می‌رود. مساحت آن ۱۱۲.۵ در ۴۱ متر است که آن را به بزرگترین سازه شهر تری‌یر بدل ساخته است و از سال ۱۹۸۶ به عنوان یکی از میراث جهانی یونسکو در آلمان شناخته می‌شود.

## نگارخانه

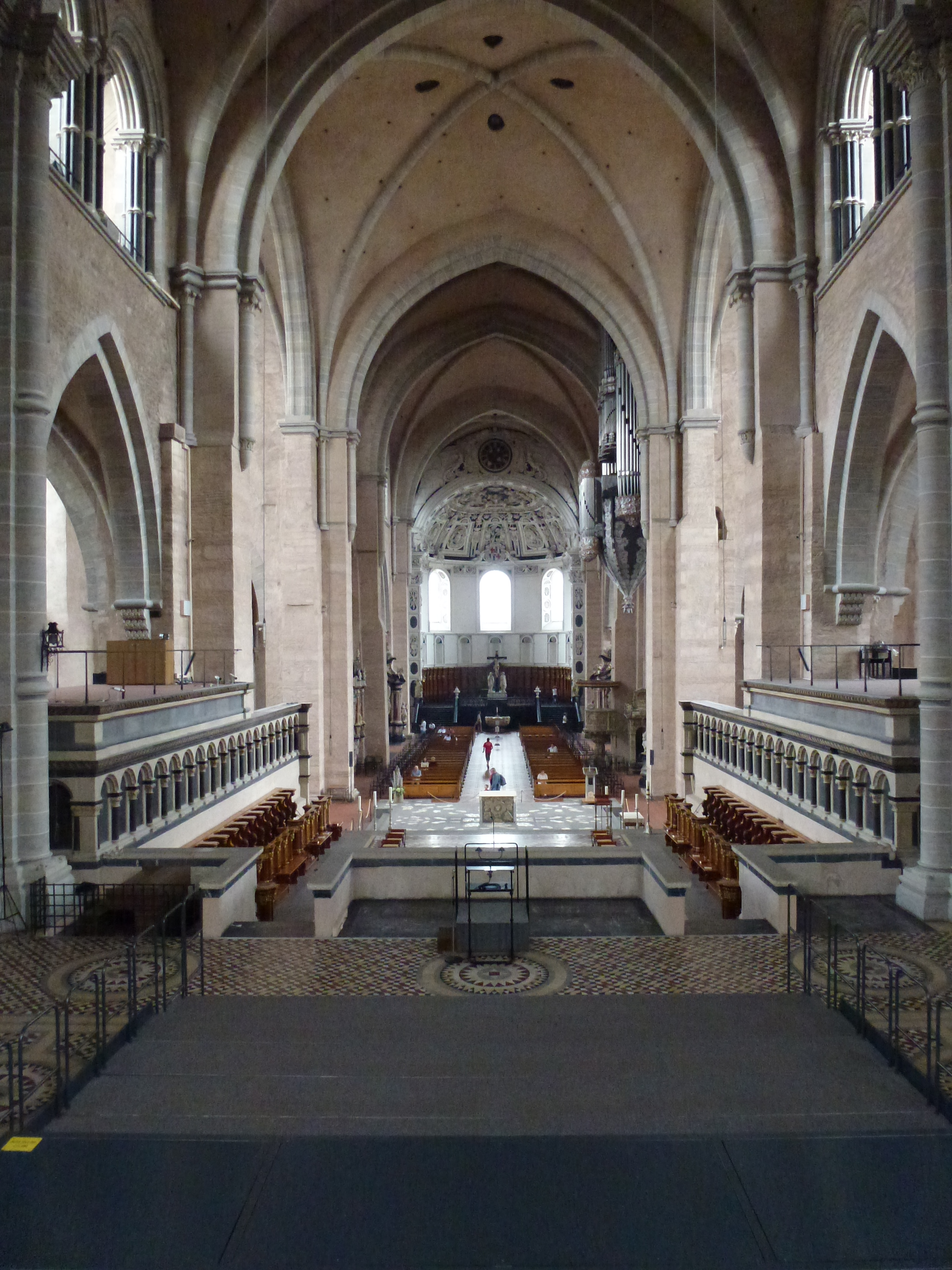
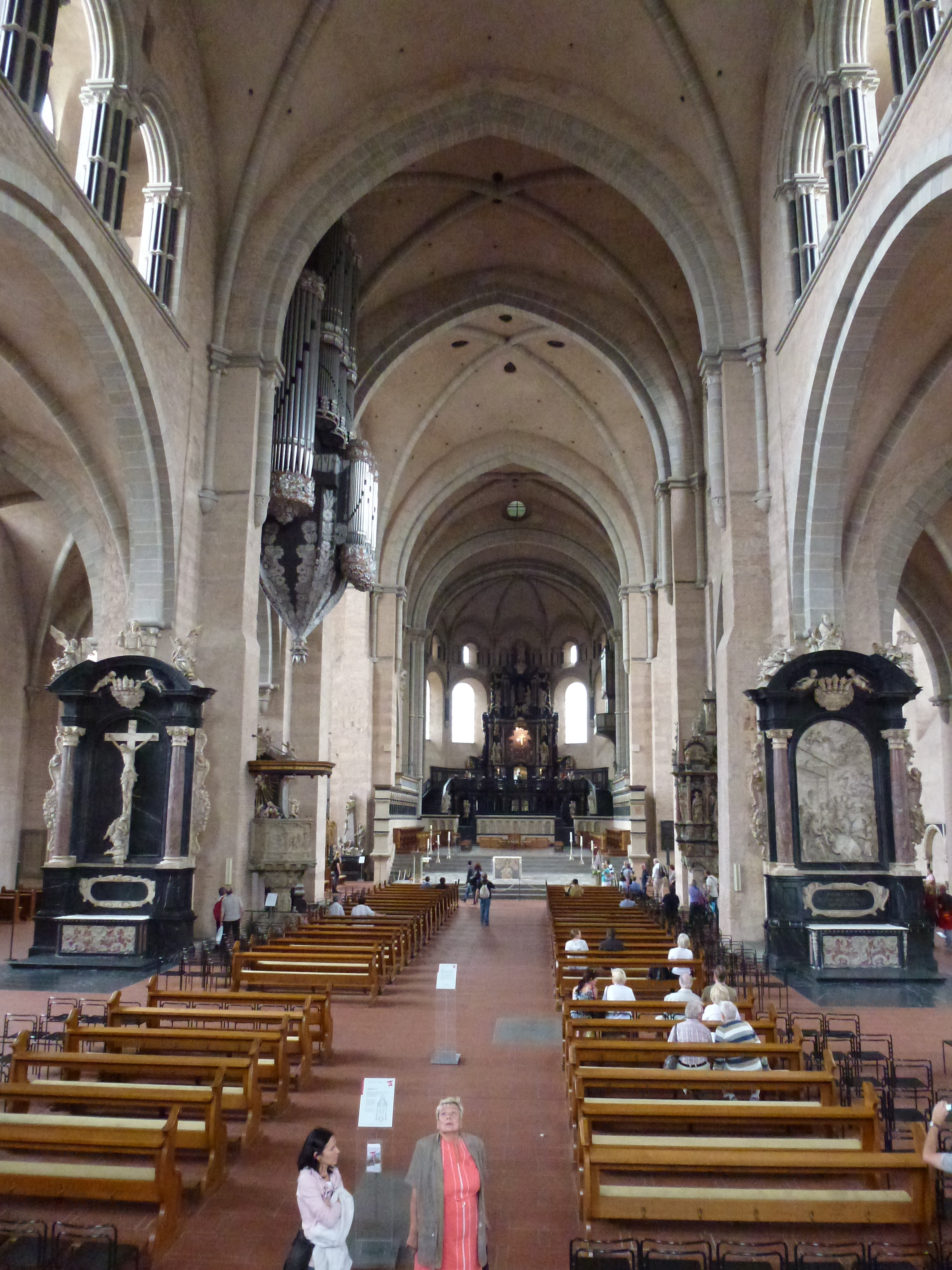
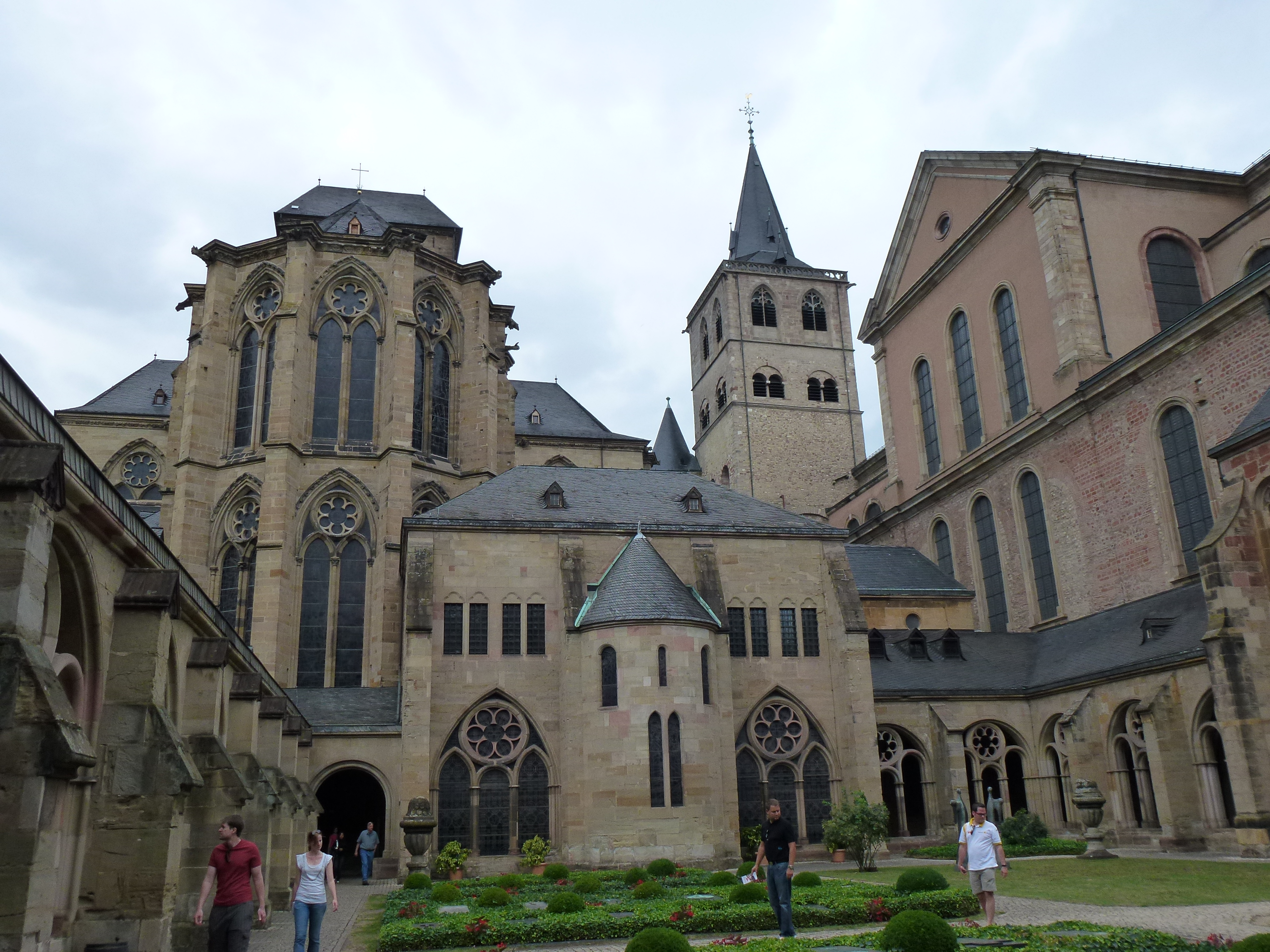